# Topnuz
Topnuz tomaba su nombre de la unión de los vocablos ingleses top (cuyo significado en español es principal o más alto) y nuz (que en los Estados Unidos es una forma coloquial de decir noticias). Topnuz era un agregador de noticias que revisaba automáticamente las noticias de una gran cantidad de medios comunicación, para luego publicar en su sitio web aquellas que tenían más repercusión en las redes sociales Facebook, Twitter, Google+ y LinkedIn.

## Historia
Los creadores, Daniel García Baena (CEO), José López Expósito (CTO) y Jesús Muñoz Medina; son tres ingenieros en informática antiguos alumnos de la Universidad de Jaén. En el proyecto también colaboraban Fermín Lucena-Muñoz (TTO Officer de la Universidad de Jaén) y Francisco Roca Rodríguez (doctor en matemáticas por la Universidad de Granada y antiguo Vicerrector TIC de la Universidad de Jaén).
Topnuz fue pionero en la idea de seleccionar, para cada momento, las noticias con mayor repercusión en diversas redes sociales. Sistemas semejantes han ido siendo adoptados más tarde por varios agregadores de noticias, como es por ejemplo el caso de Digg. De esta forma se conseguía un agregador de noticias no dependiente de los envíos de enlaces, ni de sus posteriores valoraciones, por parte de sus usuarios.
Topnuz se empezó a desarrollar en 2011 y se mantuvo en fase de pruebas hasta diciembre de 2012. Este agregador de noticias pretendía garantizar su imparcialidad y pluralidad a través de su funcionamiento automatizado y mediante el seguimiento de todo tipo de medios sin prestar atención a su ideología. Topnuz también publicaba las noticias más relevantes de Reddit y Menéame. El aspecto del portal web, que no otorgaba mayor importancia a unas noticias que a otras, también respondía a la voluntad de sus creadores de ofrecer un medio imparcial y plural.
El portal fue cedido por sus creadores en mayo de 2014 a la Universidad de Jaén, que lo utiliza para investigar en minería de datos.

## Inversores
En 2012, Geoversia S.L. recibió una inversión de capital por parte de ENISA (Empresa Nacional de Innovación dependiente del Ministerio de Industria, Energía y Turismo de España). La Universidad de Jaén colabora en este proyecto.

## Funcionamiento
Topnuz organizaba sus noticias dentro de una cuadrícula compuesta por cuadros iguales que las contenían. Cada vez que un medio de comunicación publicaba una noticia, Topnuz revisaba su relevancia (sumando las veces que se ha compartido en Facebook, Twitter, Google+ y LinkedIn) y la publicaba en su portada (la página principal del sitio web) si resultaba haber sido muy compartida. Las noticias de la portada de Topnuz se ordenanban de izquierda a derecha en orden cronológico descendente. Se cargaban automáticamente noticias más antiguas conforme se descendía la página.
Este agregador de noticias también mantenía secciones en donde se recogían las noticias más compartidas para diversos periodos de tiempo. Topnuz permitía a sus usuarios elegir las temáticas que tenían las noticias que se les fueran a mostrar en la portada, así como el país del que procedían las mismas (algunos de los países para los que Topnuz ofrecía esta última opción eran Estados Unidos, Reino Unido, España, México y Argentina).  Topnuz funcionaba en inglés y en español.